# Oberste Liga 1992
Die Oberste Liga 1992 war die erste Spielzeit der höchsten russischen Spielklasse im Fußball nach dem Ende der Sowjetunion. Sie wurde als Übergangsspielrunde in einem zweiphasigen Spielplan durchgeführt. Meister wurde Spartak Moskau, das mit neun Titeln in den nächsten zehn Jahren den russischen Fußball für ein Jahrzehnt dominieren sollte.
Die Saison teilte sich in eine Vorrunde mit 20 Spieltagen (18 Spiele pro Mannschaft) in zwei Gruppen vom 29. März bis zum 12. August und einer Phase mit Meisterschafts- sowie Abstiegsrunde mit acht bzw. zwölf Vereinen mit ebenso vielen Spieltagen vom 29./30. August bis zum 8. November. Da die Anzahl der Mannschaften der Liga zur nächsten Saison von 20 auf 18 verringert wurde, stiegen die fünf schlechtplatziertesten Club am Ende ab, während nur drei aus der 1. Liga aufstiegen.

## Teilnehmer
Teilnehmer waren die 20 in der Vorsaison bestplatzierten russischen Clubs der sowjetischen Meisterschaft:
- die sechs Erstligisten ZSKA Moskau (1.), Spartak Moskau (2.), Torpedo Moskau (3.), Dynamo Moskau (6.), Spartak Wladikawkas (11.) und Lokomotive Moskau (16.)

- die elf Zweitligisten Rotor Wolgograd (1.), Uralmasch Jekaterinburg (2.), Rostselmasch Rostow (3.), Lokomotive-Eretisport Nischni Nowgorod (8.), Tekstilschtschik Kamyschin (11.), Schinnik Jaroslawl (12.), Fakel Woronesch (13.), Dynamo Stawropol (16.), Zenit Sankt Petersburg (18.), Dinamo-Gasowik Tjumen (20.), Kuban Krasnodar (21.)

- die drei bestplatzierten Drittligisten: die Meister der Staffeln Ost und Zentrum Okean Nachodka und Asmaral Moskau, sowie den Zentrums-Vizemeister Krylja Sowetow Samara (Meister und Vizemeister im Westen waren ukrainische Klubs, der Vizemeister Ost stammte aus Turkmenistan).

## Vorrunde

### Gruppe A

#### Tabelle
| Pl. | Verein                     | Sp. | S  | U | N  | Tore    | Diff. | Punkte |
| --- | -------------------------- | --- | -- | - | -- | ------- | ----- | ------ |
| 1.  | Dynamo Moskau              | 18  | 10 | 4 | 4  | 035:160 | +19   | 24:12  |
| 2.  | Lokomotive Moskau          | 18  | 9  | 6 | 3  | 023:140 | +9    | 24:12  |
| 3.  | Spartak Wladikawkas        | 18  | 9  | 5 | 4  | 031:180 | +13   | 23:13  |
| 4.  | ZSKA Moskau                | 18  | 9  | 5 | 4  | 029:200 | +9    | 23:13  |
| 5.  | Tekstilschtschik Kamyschin | 18  | 8  | 5 | 5  | 020:170 | +3    | 21:15  |
| 6.  | Uralmasch Jekaterinburg    | 18  | 8  | 3 | 7  | 028:290 | −1    | 19:17  |
| 7.  | Okean Nachodka             | 18  | 7  | 4 | 7  | 024:250 | −1    | 18:18  |
| 8.  | Fakel Woronesch            | 18  | 4  | 6 | 8  | 010:190 | −9    | 14:22  |
| 9.  | Dynamo Stawropol           | 18  | 4  | 1 | 13 | 014:310 | −17   | 09:27  |
| 10. | Dynamo-Gasowik Tjumen      | 18  | 2  | 1 | 15 | 011:360 | −25   | 05:31  |

Platzierungskriterien: 1. Punkte – 2. Siege – 3. Direkter Vergleich (Punkte, Tordifferenz, geschossene Tore) – 4. Tordifferenz – 5. geschossene Tore – 6. Auswärtstore

#### Kreuztabelle
| Gruppe A                   | FK Dynamo Moskau | Lokomotive Moskau | Spartak Wladikawkas | ZSKA Moskau | Tekstilschtschik Kamyschin | Uralmasch Jekaterinburg | Okean Nachodka | Fakel Woronesch | Dynamo Stawropol | Dynamo-Gasowik Tjumen |
| -------------------------- | ---------------- | ----------------- | ------------------- | ----------- | -------------------------- | ----------------------- | -------------- | --------------- | ---------------- | --------------------- |
| FK Dynamo Moskau           |                  | 0:0               | 3:1                 | 2:1         | 4:0                        | 6:2                     | 3:0            | 5:0             | 3:1              | 1:0                   |
| Lokomotive Moskau          | 2:0              |                   | 0:3                 | 0:0         | 1:0                        | 1:0                     | 2:1            | 0:0             | 3:0              | 3:1                   |
| Spartak Wladikawkas        | 0:0              | 0:0               |                     | 2:0         | 2:2                        | 2:0                     | 3:1            | 2:1             | 2:1              | 4:1                   |
| ZSKA Moskau                | 4:1              | 1:1               | 2:4                 |             | 1:0                        | 2:1                     | 2:0            | 2:0             | 3:0              | 3:0                   |
| Tekstilschtschik Kamyschin | 1:1              | 3:1               | 3:2                 | 1:1         |                            | 3:0                     | 1:0            | 1:0             | 1:0              | 1:0                   |
| Uralmasch Jekaterinburg    | 2:1              | 3:1               | 1:1                 | 1:1         | 1:0                        |                         | 1:3            | 1:0             | 4:1              | 5:2                   |
| Okean Nachodka             | 1:1              | 1:3               | 2:1                 | 5:2         | 2:0                        | 1:1                     |                | 0:0             | 2:0              | 1:0                   |
| Fakel Woronesch            | 1:0              | 1:1               | 0:0                 | 1:1         | 1:1                        | 0:1                     | 0:1            |                 | 2:1              | 1:0                   |
| Dynamo Stawropol           | 0:3              | 0:1               | 0:2                 | 1:2         | 0:0                        | 2:1                     | 2:1            | 2:1             |                  | 3:0                   |
| Dynamo-Gasowik Tjumen      | 0:1              | 0:3               | 1:0                 | 0:1         | 0:2                        | 2:3                     | 3:3            | 0:1             | 1:0              |                       |

### Gruppe B

#### Tabelle
| Pl. | Verein                                 | Sp. | S  | U | N  | Tore    | Diff. | Punkte |
| --- | -------------------------------------- | --- | -- | - | -- | ------- | ----- | ------ |
| 1.  | Spartak Moskau                         | 18  | 11 | 6 | 1  | 035:900 | +26   | 28:80  |
| 2.  | Asmaral Moskau                         | 18  | 11 | 4 | 3  | 034:210 | +13   | 26:10  |
| 3.  | Lokomotive-Eretisport Nischni Nowgorod | 18  | 7  | 9 | 2  | 016:110 | +5    | 23:13  |
| 4.  | Rostselmasch Rostow                    | 18  | 7  | 6 | 5  | 020:170 | +3    | 20:16  |
| 5.  | Krylja Sowetow Samara                  | 18  | 5  | 8 | 5  | 012:190 | −7    | 18:18  |
| 6.  | Torpedo Moskau                         | 18  | 7  | 3 | 8  | 020:200 | ±0    | 17:19  |
| 7.  | Rotor Wolgograd                        | 18  | 6  | 4 | 8  | 023:190 | +4    | 16:20  |
| 8.  | Zenit Sankt Petersburg                 | 18  | 4  | 6 | 8  | 021:350 | −14   | 14:22  |
| 9.  | Kuban Krasnodar                        | 18  | 3  | 6 | 9  | 019:300 | −11   | 12:24  |
| 10. | Schinnik Jaroslawl                     | 18  | 1  | 4 | 13 | 011:300 | −19   | 06:30  |

Platzierungskriterien: 1. Punkte – 2. Siege – 3. Direkter Vergleich (Punkte, Tordifferenz, geschossene Tore) – 4. Tordifferenz – 5. geschossene Tore – 6. Auswärtstore

#### Kreuztabelle
| Gruppe B                               | Spartak Moskau | Asmaral Moskau | Lokomotive-Eretisport Nischni Nowgorod | Rostselmasch Rostow | Krylja Sowetow Samara |     | Rotor Wolgograd | Zenit Sankt Petersburg | Kuban Krasnodar | Schinnik Jaroslawl |
| -------------------------------------- | -------------- | -------------- | -------------------------------------- | ------------------- | --------------------- | --- | --------------- | ---------------------- | --------------- | ------------------ |
| Spartak Moskau                         |                | 5:1            | 1:0                                    | 2:0                 | 5:0                   | 1:1 | 1:0             | 4:0                    | 2:1             | 0:0                |
| Asmaral Moskau                         | 1:1            |                | 0:0                                    | 1:0                 | 0:0                   | 2:1 | 2:1             | 8:3                    | 3:1             | 1:2                |
| Lokomotive-Eretisport Nischni Nowgorod | 0:0            | 2:1            |                                        | 1:1                 | 1:0                   | 1:0 | 1:0             | 0:0                    | 3:3             | 2:0                |
| Rostselmasch Rostow                    | 0:0            | 0:1            | 0:0                                    |                     | 1:1                   | 2:1 | 1:3             | 1:0                    | 1:1             | 2:0                |
| Krylja Sowetow Samara                  | 1:1            | 1:2            | 1:1                                    | 1:0                 |                       | 2:1 | 0:0             | 1:0                    | 1:0             | 1:0                |
| Torpedo Moskau                         | 0:3            | 1:2            | 0:1                                    | 1:1                 | 2:0                   |     | 1:0             | 1:2                    | 0:0             | 1:0                |
| Rotor Wolgograd                        | 1:3            | 0:0            | 3:0                                    | 1:3                 | 3:0                   | 0:1 |                 | 6:1                    | 1:3             | 1:0                |
| Zenit Sankt Petersburg                 | 2:0            | 2:4            | 1:1                                    | 1:2                 | 0:0                   | 2:3 | 1:1             |                        | 1:0             | 2:0                |
| Kuban Krasnodar                        | 1:5            | 1:2            | 0:0                                    | 0:2                 | 0:0                   | 1:3 | 0:1             | 2:2                    |                 | 2:1                |
| Schinnik Jaroslawl                     | 0:1            | 0:3            | 0:2                                    | 2:3                 | 2:2                   | 0:2 | 1:1             | 1:1                    | 2:3             |                    |

## Meisterrunde

### Abschlusstabelle
Die gegeneinander erzielten Ergebnisse aus der Vorrunde wurden mit eingerechnet
| Pl. | Verein                                 | Sp. | S  | U | N | Tore    | Diff. | Punkte |
| --- | -------------------------------------- | --- | -- | - | - | ------- | ----- | ------ |
| 1.  | Spartak Moskau                         | 14  | 10 | 4 | 0 | 036:120 | +24   | 24:40  |
| 2.  | Spartak Wladikawkas                    | 14  | 7  | 3 | 4 | 026:200 | +6    | 17:11  |
| 3.  | Dynamo Moskau                          | 14  | 6  | 4 | 4 | 026:210 | +5    | 16:12  |
| 4.  | Lokomotive Moskau                      | 14  | 5  | 5 | 4 | 014:150 | −1    | 15:13  |
| 5.  | ZSKA Moskau                            | 14  | 5  | 4 | 5 | 025:190 | +6    | 14:14  |
| 6.  | Lokomotive-Eretisport Nischni Nowgorod | 14  | 2  | 7 | 5 | 010:180 | −8    | 11:17  |
| 7.  | Asmaral Moskau                         | 14  | 3  | 3 | 8 | 017:360 | −19   | 09:19  |
| 8.  | Rostselmasch Rostow                    | 14  | 1  | 4 | 9 | 003:160 | −13   | 06:22  |

Platzierungskriterien: 1. Punkte – 2. Siege – 3. Direkter Vergleich (Punkte, Tordifferenz, geschossene Tore) – 4. Tordifferenz – 5. geschossene Tore – 6. Auswärtstore

### Kreuztabelle
| Meisterrunde                           | Spartak Moskau | Spartak Wladikawkas | FK Dynamo Moskau | Lokomotive Moskau | ZSKA Moskau | Lokomotive-Eretisport Nischni Nowgorod | Asmaral Moskau | Rostselmasch Rostow |
| -------------------------------------- | -------------- | ------------------- | ---------------- | ----------------- | ----------- | -------------------------------------- | -------------- | ------------------- |
| Spartak Moskau                         |                | 5:0                 | 4:3              | 4:1               | 1:1         | –                                      | –              | –                   |
| Spartak Wladikawkas                    | 2:5            |                     | –                | –                 | –           | 4:0                                    | 3:0            | 1:0                 |
| Dynamo Moskau                          | 2:5            | –                   |                  | –                 | –           | 1:1                                    | 6:1            | 1:1                 |
| Lokomotive Moskau                      | 0:1            | –                   | –                |                   | –           | 1:1                                    | 1:4            | 1:0                 |
| ZSKA Moskau                            | 1:2            | –                   | –                | –                 |             | 0:2                                    | 4:1            | 4:0                 |
| Lokomotive-Eretisport Nischni Nowgorod | –              | 1:3                 | 0:2              | 1:3               | 1:1         |                                        | –              | –                   |
| Asmaral Moskau                         | –              | 3:3                 | 1:3              | 0:3               | 2:5         | –                                      |                | –                   |
| Rostselmasch Rostow                    | –              | 1:0                 | 0:2              | 0:1               | 0:1         | –                                      | –              |                     |

## Abstiegsrunde

### Abschlusstabelle
Die gegeneinander erzielten Ergebnisse aus der Vorrunde wurden mit eingerechnet
| Pl. | Verein                     | Sp. | S  | U | N  | Tore    | Diff. | Punkte |
| --- | -------------------------- | --- | -- | - | -- | ------- | ----- | ------ |
| 9.  | Uralmasch Jekaterinburg    | 22  | 12 | 6 | 4  | 040:210 | +19   | 30:14  |
| 10. | Tekstilschtschik Kamyschin | 22  | 12 | 4 | 6  | 023:130 | +10   | 28:16  |
| 11. | Torpedo Moskau             | 22  | 12 | 4 | 6  | 027:170 | +10   | 28:16  |
| 12. | Rotor Wolgograd            | 22  | 11 | 4 | 7  | 035:220 | +13   | 26:18  |
| 13. | Okean Nachodka             | 22  | 10 | 5 | 7  | 026:260 | ±0    | 25:19  |
| 14. | Krylja Sowetow Samara      | 22  | 9  | 7 | 6  | 022:160 | +6    | 25:19  |
| 15. | Dynamo Stawropol           | 22  | 10 | 4 | 8  | 027:230 | +4    | 24:20  |
| 16. | Zenit Sankt Petersburg     | 22  | 9  | 6 | 7  | 030:250 | +5    | 24:20  |
| 17. | Fakel Woronesch            | 22  | 9  | 4 | 9  | 017:170 | ±0    | 22:22  |
| 18. | Kuban Krasnodar            | 22  | 4  | 6 | 12 | 016:350 | −19   | 14:30  |
| 19. | Schinnik Jaroslawl         | 22  | 3  | 5 | 14 | 019:340 | −15   | 11:33  |
| 20. | Dynamo-Gasowik Tjumen      | 22  | 3  | 1 | 18 | 016:490 | −33   | 07:37  |

Platzierungskriterien: 1. Punkte – 2. Siege – 3. Direkter Vergleich (Punkte, Tordifferenz, geschossene Tore) – 4. Tordifferenz – 5. geschossene Tore – 6. Auswärtstore

### Kreuztabelle
| Abstiegsrunde              | Uralmasch Jekaterinburg | Tekstilschtschik Kamyschin |     | Rotor Wolgograd | Okean Nachodka | Krylja Sowetow Samara | Dynamo Stawropol | Zenit Sankt Petersburg | Fakel Woronesch | Kuban Krasnodar | Schinnik Jaroslawl | Dynamo-Gasowik Tjumen |
| -------------------------- | ----------------------- | -------------------------- | --- | --------------- | -------------- | --------------------- | ---------------- | ---------------------- | --------------- | --------------- | ------------------ | --------------------- |
| Uralmasch Jekaterinburg    |                         | –                          | 1:0 | 2:1             | –              | 2:0                   | –                | 1:1                    | –               | 6:0             | 2:0                | –                     |
| Tekstilschtschik Kamyschin | –                       |                            | 3:0 | 1:0             | –              | 1:1                   | –                | 0:0                    | –               | 1:0             | 3:1                | –                     |
| Torpedo Moskau             | 1:1                     | 1:0                        |     | –               | 2:0            | –                     | 0:1              | –                      | 2:1             | –               | –                  | 3:0                   |
| Rotor Wolgograd            | 2:2                     | 2:1                        | –   |                 | 2:0            | –                     | 2:1              | –                      | 2:0             | –               | –                  | 3:2                   |
| Okean Nachodka             | –                       | –                          | 0:0 | 0:2             |                | 1:0                   | –                | 3:2                    | –               | 2:0             | 3:2                | –                     |
| Krylja Sowetow Samara      | 1:1                     | 2:0                        | –   | –               | 3:1            |                       | 0:0              | –                      | 1:0             | –               | –                  | 4:0                   |
| Dynamo Stawropol           | –                       | –                          | 1:0 | 4:2             | –              | 0:3                   |                  | 3:0                    | –               | 3:0             | 1:0                | –                     |
| Zenit Sankt Petersburg     | 1:0                     | 0:1                        | –   | –               | 3:0            | –                     | 2:0              |                        | 2:0             | –               | –                  | 4:0                   |
| Fakel Woronesch            | –                       | –                          | 1:1 | 1:0             | –              | 1:0                   | –                | 1:0                    |                 | 2:0             | 1:0                | –                     |
| Kuban Krasnodar            | 0:0                     | 0:2                        | –   | –               | 1:1            | –                     | 2:2              | –                      | 0:2             |                 | –                  | 2:1                   |
| Schinnik Jaroslawl         | 0:4                     | 2:0                        | –   | –               | 1:2            | –                     | 0:0              | –                      | 1:1             | –               |                    | 3:0                   |
| Dynamo-Gasowik Tjumen      | –                       | –                          | 1:2 | 0:3             | –              | 1:0                   | –                | 1:3                    | –               | 1:0             | 1:2                |                       |

## Torschützenliste
| Pl. | Name               | Mannschaft              | Tore |
| --- | ------------------ | ----------------------- | ---- |
| 01. | Juri Matwejew 1    | Uralmasch Jekaterinburg | 20   |
| 02. | Oleg Garin         | Okean Nachodka          | 16   |
| 02. | Vəli Qasımov       | Dynamo Moskau           | 16   |
| 04. | Wladimir Kulik     | Zenit Sankt Petersburg  | 13   |
| 04. | Kirill Rybakow     | Asmaral Moskau          | 13   |
| 06. | Dmitri Radtschenko | Spartak Moskau          | 12   |
| 06. | Nazim Süleymanov   | Spartak Wladikawkas     | 12   |